# Aqua Mexicana
Aqua Mexicana is een zwemparadijs in het Nederlandse attractiepark Slagharen. Het zwembad is geopend in 2015 en heeft enkele glijbanen staan van Van Egdom.

## Toegang

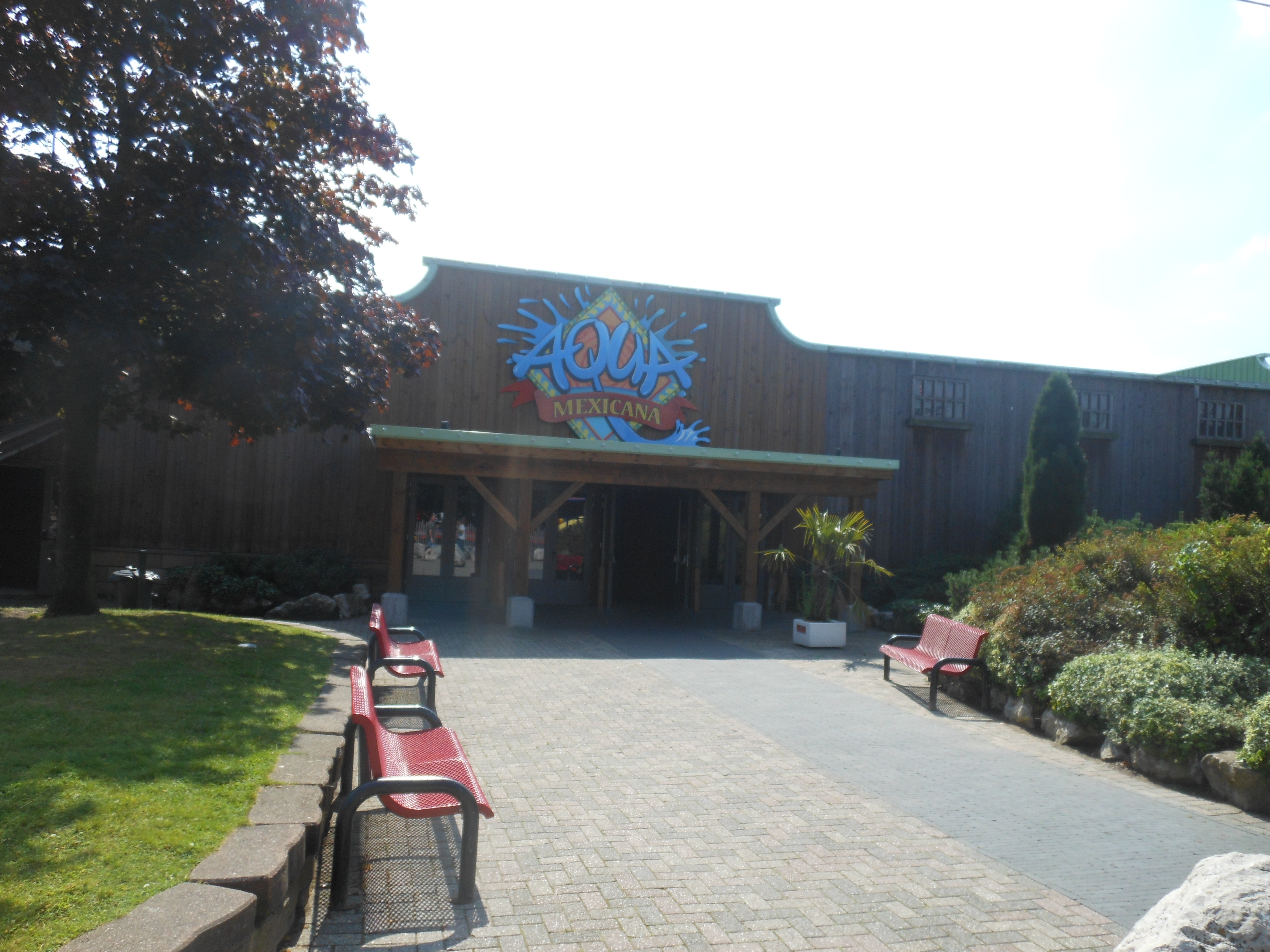
De ingang.

Om de ingang van het waterpark te bereiken, moet men eerst in het attractiepark zijn. Dagjesmensen kunnen aan de ingang van het attractiepark een kaartje kopen voor Aqua Mexicana (dat op normale zomerdagen twee uur langer open is dan de attracties van het attractiepark). Vakantiegasten van het vakantiepark hebben onbeperkt gratis toegang tot het attractiepark en krijgen een entreeticket voor het waterpark bij hun reservering. Alleen de mensen die overnachten in een van de Wigwam-verblijven op de camping moeten een apart kaartje kopen voor het Waterpark.

## Zwemmen

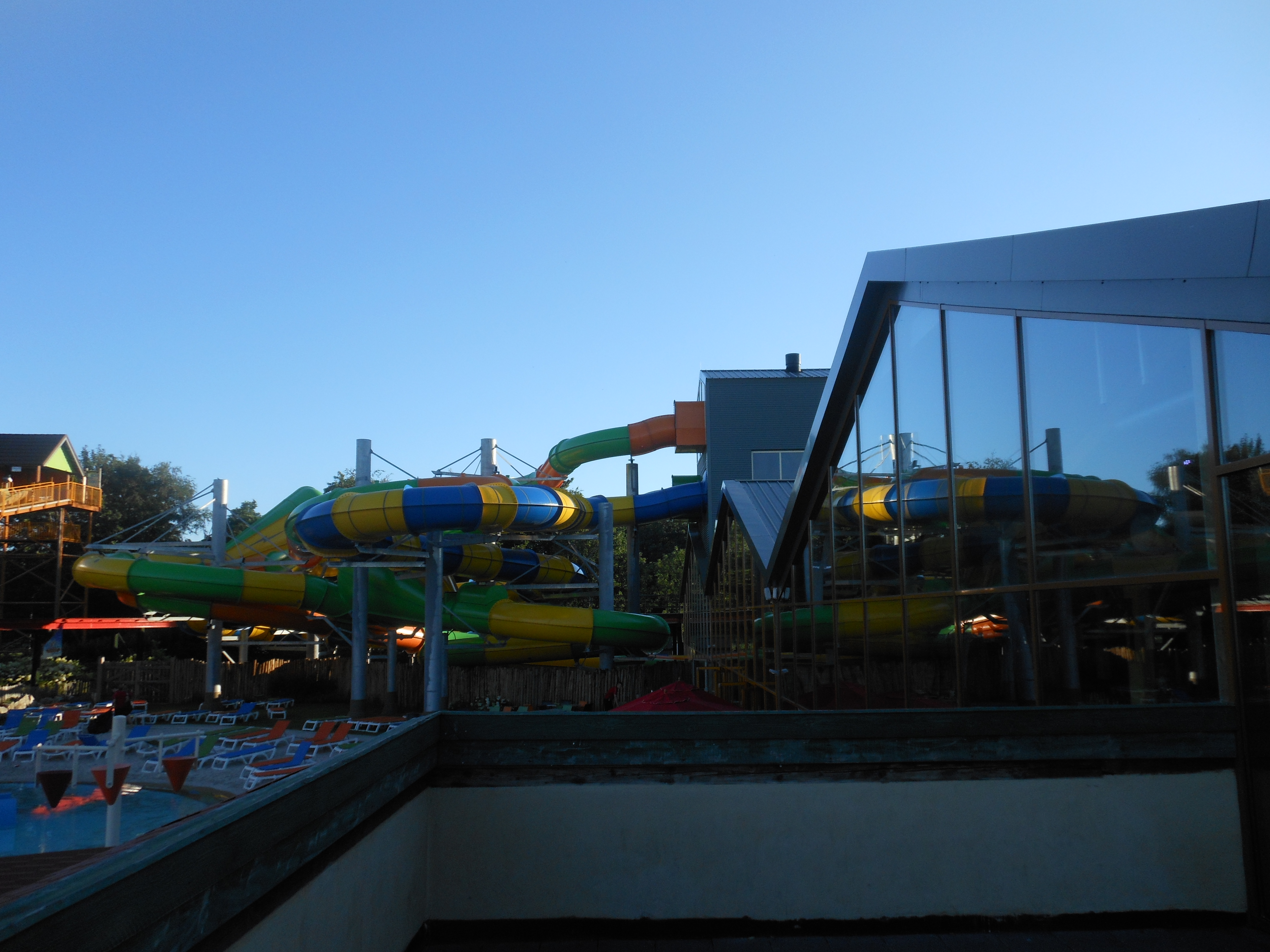
Het buitengedeelte van het zwembad en de grote glazen wand, gezien vanop de balustrade die toegankelijk is voor bezoekers van het attractiepark om een blik te werpen op het waterpark.

Het waterpark beschikt over drie zwembaden. Een daarvan is een peuterbad, de tweede is een kinderdoebad en dan is er nog een normaal zwembad. Het normale zwembad is gelegen is de kuil van het voormalige zwembad Rocky Mountain Springs (eerder Bergbad).
Er is ook een bubbelbad.

## Glijbanen

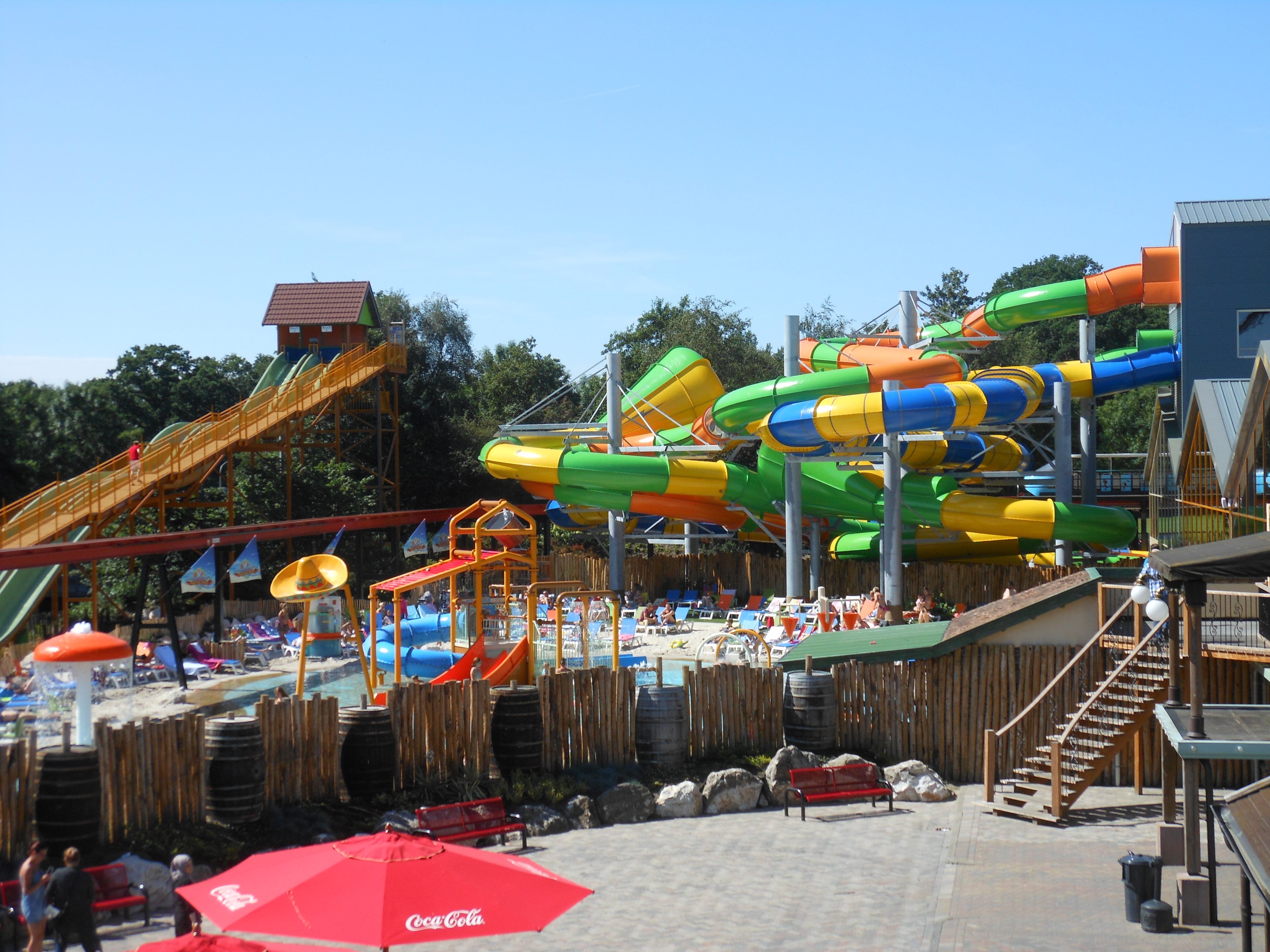
Het buitengedeelte met achteraan de drie grote glijbanen en links bootjesglijbaan White Water, gefotografeerd vanop de zetellift uit het attractiepark.

De glijbanen in het waterpark zijn gebouwd door Van Egdom, gespecialiseerd in het bouwen van glijbanen. Dit bedrijf verzorgde niet alleen de grote glijbanen, maar ook enkele waterattributen in het peuterbad en het waterplayhouse in het kinderdoebad en zes kinderglijbaantjes. De grote glijbanen die dit bedrijf heeft gebouwd voor het bad hebben bijna allemaal een interactieve functie waaruit je kunt kiezen tussen muziek en lichteffecten.

### Bootjesglijbaan
Naast deze drie grote glijbanen werd de bootjesglijbaan White Water, ook gebouwd door de firma Van Egmond, enkel nog via het waterpark toegankelijk. Deze is sinds 1991 al een attractie van het attractiepark die bij het waterpark was getrokken. Van 2015 tot en met 2019 dienst als waterglijbaan bij het zwembad. Hierna deed de White Water weer dienst bij het attractiepark.

### Gegevens van de grote glijbanen
MagicMaya: Een Magic Oval-glijbaan.
- Opening: 2015
- Lengte: 119 meter
- Hoogte: 9 meter

MexiCone: Een Crazy Cones-glijbaan (vergelijkbaar met de Turbo Twister in Center Parcs De Eemhof).
- Opening: 2015
- Lengte: 113 meter
- Hoogte: 9 meter

YukaTime: Een Tube 1400-bandenglijbaan.
- Opening: 2015
- Lengte: 114 meter
- Hoogte: 12 meter

Afbeeldingen · Main Street